# 黒川景氏
黒川 景氏（くろかわ かげうじ）は、陸奥黒川氏第6代当主。陸奥国黒川郡鶴楯城主。孫に黒川晴氏。

## 生涯
文明16年（1484年）、伊達氏庶流・飯坂清宗の子として生まれる。
急速に勢力を拡大していた伊達稙宗によって、黒川氏第5代当主・黒川氏矩の養嗣子として送り込まれる。景氏入嗣の時期は確定出来ないが、永正16年（1519年）に上洛して嫡男・稙国に将軍・足利義稙より偏諱を賜っていることから、この年までには養嗣子となっていたと考えられる。
氏矩は享禄2年（1529年）に死去する。当主となった景氏は、新たに鶴楯城を築いて、従来の御所館から移った。天文5年（1536年）に発生した大崎氏の内乱では、稙宗の命を受けて反乱軍の拠点・古川城の攻撃に参加し、内乱鎮圧後に救援の代償として稙宗の子・義宣を大崎氏に入嗣させる際には、大崎家中の鎮撫を任せられた。天文11年（1542年）に発生した天文の乱では稙宗方に与して、大崎義宣と共に名取郡・柴田郡に出兵したものの、乱は晴宗方の勝利に終わった。黒川氏からは黒川藤八郎という者が晴宗方についていたが、景氏は大崎義宣・葛西晴清らのように当主の地位を失うことはなかった。
天文21年（1552年）4月15日死去。享年69。嫡男・稙国が家督を相続した。